# 嚴自泰
严自泰（1610年—1689年），字去娇，号谵思。清初官員。

## 生平
明万历三十八年（1610年）生于尤溪二十三都明兜寨。清顺治八年（1651年）中举人，次年（1652年）联捷进士。初授亳州知州，历升陕西庆阳府分防宁夏中东三路同知。顺治十七年（1660年）升户部郎中，敕授奉政大夫。
康熙二十八年（1689年）仲秋卒，年八十岁，葬于尤溪八都火甲坑下村清坑洋。